# گل‌ساعتی سفید
گل‌ساعتی سفید (نام علمی: Passiflora subpeltata) نام یک گونه از سرده گل ساعت است.